# 連邦保安官局
連邦保安官局（れんぽうほあんかんきょく、英語: United States Marshals Service: USMS）は、アメリカ合衆国連邦政府の法執行機関である。

## 来歴
イギリスによるアメリカ大陸の植民地化の過程で、警察を含めて多くの制度がイギリス本国から持ち込まれており、その一つが「マーシャル」（Marshal）であった。これは基本的には廷吏であり、令状の執行や囚人の護送を職務としていた。アメリカ合衆国においては、保安官（シェリフ）やコンスタブルの制度とともに導入されており、開拓地では村落の実質的な治安維持責任者として機能したこともあった。
連邦政府においては、連邦裁判所制度の整理を図った1789年の裁判所法において、この制度が導入された。1789年9月24日、初代大統領ワシントンは旧13植民地の各地域に一人ずつ、計13人の連邦保安官を任命し、「合衆国連邦保安官事務所」が設置された。彼らは、管轄区域内で連邦裁判所が開廷するときは廷吏として裁判の進行を司り、それ以外の時は政府からの命令の執行にあたっており、これらの職務のため必要なときは、助手（deputy）を任命することができた。また地域的騒乱状態の鎮圧も職務の一部と考えられており、古くは1791年のウィスキー税反乱においても動員されている。
1870年に司法省が設立されると、連邦地方検事などと同時に、連邦保安官もその指揮監督下に入った。当時、連邦政府の法執行機関は、ごく限られた特殊な領域を所掌するものに限られていたことから、連邦レベルの一般警察業務は連邦保安官によって行われていた時期もあった。しかしまもなく、これでは時代の要請に応じられなくなったことから、まず財務省のシークレットサービス捜査官を司法省に派遣して捜査活動にあたるようになり、ついで1908年に捜査局（後の連邦捜査局）が創設されて、一般警察業務はこちらが担当するようになった。また1969年には、連邦保安官の組織化を図るため、連邦保安官局が設置された。

## 任務
USMSはアメリカ合衆国司法省の一部局であり、司法長官の指揮の下で運営されているが、司法の効果的な運用と憲法の一貫性を保証するためにアメリカ合衆国連邦裁判所の執行機関として機能している。連邦の司法制度の保護を基本として、下記のような任務を所掌している。
- 連邦裁判所の法廷管理・警備
- 逮捕令状などの令状・召喚状の執行
- 連邦犯罪の被疑者の護送
- 逃亡者の確保 逮捕
- 証人の身辺警護（証人保護プログラムを含む）
- 地域的騒乱の鎮圧
- その他司法長官の特別の指示に応ずること

また、その歴史を通じて、公民権運動が全米に広がる中で南部の学校に入学するアフリカ系アメリカ人学生の保護やアメリカ空軍LGM-30ミニットマンミサイル輸送隊の護衛警備、アメリカ合衆国南極プログラムにおける法執行、戦略的国家備蓄の保護など独自の警備および執行サービスを提供してきた。

## 編制
連邦保安官は、連邦裁判所判事などと同じく、大統領が指名して上院が承認するPAS官職であり、任期は4年間である。米本土外を含めて、94ヶ所の連邦地方裁判所に1名ずつ配置されている。
上級管理職たる連邦保安官の指揮下で活動する実働人員として、保安官補（Deputy Marshal）が配置されている。こちらは通常の連邦公務員試験に合格した一般職の公務員であり、2016年現在で3,752名が活動している。この他に、刑務官（detention enforcement officers）および令状執行権のない一般職員を合わせて、連邦保安官局全体の職員数は計5,209名となる。

### SOG
連邦保安官局のSWAT部隊として、特殊作戦群（Special Operations Group, SOG）が編成されている。これは凶悪犯に対する法執行や危険度の高い警護任務などに対応する部隊であり、創設は1971年と、連邦政府の法執行機関のSWAT部隊としては最も古い部隊である。
SOGの本部はルイジアナ州アレクサンドリアに所在している。SOGには合計で100名弱の隊員がおり、その1割は女性である。当初は3個小隊編制であったが、1995年より4個隊に改編された。それぞれの小隊は、12名編制の強襲チームを基本単位としている。4個小隊のうち1個が常に即応体制に置かれており、3週間ごとに即応小隊が交代していく体制をとっている。
同じ司法省の警察機構である連邦捜査局（FBI）の特殊部隊である人質救出チーム（HRT）とは異なり、連邦保安官局SOGには専従人員はおらず、年に2回の集合訓練と出動時以外は、各地の保安官事務所などそれぞれの部署で日常勤務にあたっている。出動命令が出たときには、余裕があればルイジアナ州の本部に一度集合して予行演習などを行うこともあるが、場合によっては、各地から現場にそれぞれ直行して、現地集合という形になることもある。

## 登場作品

### ラジオドラマ
- ラジオ・テレビドラマ西部劇シリーズ『ガンスモーク』では、連邦保安官補のMatt Dillon（英語版）が登場する。

### テレビドラマ
- エルモア・レナード原作の現代西部劇犯罪テレビシリーズ『JUSTIFIED 俺の正義』に連邦保安官補のレイラン・ギヴンズ（英語版）が登場する。
- 犯罪ドラマのテレビシリーズ『ザ・プロテクター/狙われる証人たち』には、連邦保安官補のメアリー・シャノン（英語版）が登場する。
- アクションドラマシリーズ『The Marshal』には、全米で逃亡者を追う孤独な連邦保安官補としてウィンストン・マクブライドが登場している。
- ドラマシリーズ『チェイス/逃亡者を追え!（英語版）』では、ヒューストンから来た凶悪逃亡犯逮捕チームを率いるアニー・フロスト連邦保安官補が登場している。
- アクション・コメディTVシリーズ『Eagleheart』では、連邦保安官補チームが登場している。
- 『エレメンタリー ホームズ&ワトソン in NY』においては、保安官がニューヨーク市警のベルを引き抜きに来る。

### 映画
- 犯罪コメディ映画『アウト・オブ・サイト』とスピンオフの犯罪ドラマTVシリーズ『Karen Sisco』では連邦保安官補のカレン・シスコが登場している。エルモア・レナードが生み出したキャラクターで、『JUSTIFIED 俺の正義 (シーズン3)（英語版）』のエピソードにも登場している。
- 西部劇映画『勇気ある追跡』(1969年)とその続編『オレゴン魂』(1975年)、そして、リメイク版の『トゥルー・グリット』(2010年)には、連邦保安官補のルーベン・J・“ルースター”コグバーン（英語版） が登場する。
- 連邦保安官補のワイアット・アープとその兄弟であるヴァージル（英語版）、モーガン（英語版）はいずれも実在の連邦保安官をモデルにしている。西部劇映画『トゥームストーン』では、ニュートン（英語版）やジェームズ（英語版）、ウォレン（英語版）も含めたアープ兄弟が登場する数多の映画やテレビ番組（英語版）の1つとして、連邦保安官補が登場している。また、アープ家のほとんどを登場させ、ワイアットとその兄弟が親の農場で過ごした幼少期から成人して法執行官になるまでを描いた伝記的西部劇映画『ワイアット・アープ』もその一つである。
- 西部劇映画『ビッグケーヒル』には、連邦保安官補のJ・D・ケーヒルが登場している。
- サミュエル・ジェラード連邦保安官補（後に、上級代理に昇進）は、アクション・スリラー映画『逃亡者』(1993年)とそのスピンオフ作品『追跡者』(1998年)に登場している。
- 連邦保安官補のヴィンス・ラーキンが登場するアクション映画『コン・エアー』では、ハイジャックされた連邦保安官局の囚人護送機、通称「コン・エアー」と呼ばれる航空機内が主な舞台となっている。

### ゲーム
- ゲーム『Far Cry 5』のメインキャラクターとして連邦保安官補のキャメロン・バークが登場した。